# Kurama-dera
Il Kurama-dera (鞍馬寺?) è un tempio buddista situato a nord di Kyoto, Giappone, che ospita alcuni Tesori nazionali del Giappone. Il fondatore fu Jianzhen, ma non è ancora del tutto sicuro.

## Storia
Il tempio fu fondato nell'VIII secolo d.C., probabilmente nel 770 circa. Le sue origini sono storicamente poco chiare, ma si dice che il monaco cinese Jianzhen ha mandato un discepolo a costruire tale tempio. Questo tempio fu bruciato molte volte in tutta l'epoca medievale, ma le statue e i tesori buddisti all'interno furono sempre salvati. Si crede ancora oggi che i tengu e altri spiriti di montagna vivono in questa zona.